# Valdemar Andreasen
Valdemar Byskov Andreasen (Herning, 25 gennaio 2005) è un calciatore danese, centrocampista del Midtjylland.

## Carriera

### Club
Cresciuto nel settore giovanile del Midtjylland, debutta in prima squadra il 15 settembre 2022, in occasione dell'incontro della fase a gironi di Europa League vinto per 5-1 contro la Lazio.

### Nazionale
Ha giocato nelle nazionali giovanili danesi Under-16, Under-17, Under-18 ed Under-19.

## Statistiche

### Presenze e reti nei club
Statistiche aggiornate al 17 febbraio 2025.
| Stagione           | Squadra            | Campionato         | Campionato | Campionato | Coppe nazionali | Coppe nazionali | Coppe nazionali | Coppe continentali | Coppe continentali | Coppe continentali | Altre coppe | Altre coppe | Altre coppe | Totale | Totale |
| Stagione           | Squadra            | Comp               | Pres       | Reti       | Comp            | Pres            | Reti            | Comp               | Pres               | Reti               | Comp        | Pres        | Reti        | Pres   | Reti   |
| ------------------ | ------------------ | ------------------ | ---------- | ---------- | --------------- | --------------- | --------------- | ------------------ | ------------------ | ------------------ | ----------- | ----------- | ----------- | ------ | ------ |
| 2022-2023          | Midtjylland        | SL                 | 2+3        | 0          | CD              | 2               | 0               | UCL+UEL            | 0+4                | 0                  |             | -           | -           | 11     | 0      |
| 2023-gen. 2024     | Mafra              | SL                 | 1          | 0          | CP+CdL          | 1+0             | 1+0             | -                  | -                  | -                  | -           | -           | -           | 2      | 1      |
| gen.-giu. 2024     | Midtjylland        | SL                 | 1+4        | 0+0        | CD              | 0               | 0               | -                  | -                  | -                  | -           | -           | -           | 5      | 0      |
| 2024-2025          | Midtjylland        | SL                 | 14         | 0          | CD              | 2               | 0               | UCL+UEL            | 1+9                | 0+2                | -           | -           | -           | 26     | 2      |
| Totale Midtjylland | Totale Midtjylland | Totale Midtjylland | 17+7       | 0          |                 | 4               | 0               |                    | 14                 | 2                  |             | -           | -           | 42     | 2      |
| Totale carriera    | Totale carriera    | Totale carriera    | 25         | 0          |                 | 5               | 1               |                    | 14                 | 2                  |             | -           | -           | 44     | 3      |